# ۳ جمادی‌الثانی
۳ جمادی‌الثانی، سومین روز ماه جمادی‌الثانی در تقویم هجری قمری است.
در تقویم هجری قمری قراردادی این روز صد و پنجاه و یکمین روز سال است.

## مرگ‌ها
- ۱۱ ‐ وفات فاطمه دختر محمد پیامبر اسلام، (تعطیل رسمی ایران)[۱]
- ۱۳۹۰ - آنتونیوس قندلفت،  روحانی مسیحی و نویسنده سوری-لبنانی.